# Nederlandse Vereniging van Journalisten
De Nederlandse Vereniging van Journalisten (NVJ) is een Nederlandse beroepsvereniging voor journalisten, aangesloten bij de Federatie Nederlandse Vakbeweging (FNV). De doelgroep zijn mensen die in de breedste zin van het woord werkzaam zijn als journalist, dus bijvoorbeeld verslaggevers, onderzoeksjournalisten, fotografen, redacteuren, programmamakers, tekstschrijvers en bladenmakers. Het gaat om journalisten die werken in loondienst en ook daarbuiten, bijvoorbeeld middels een freelance-opdacht. Villamedia Magazine is het eigen tijdschrift van de NVJ.

## Algemeen
De doelstellingen van de NVJ zijn het bewaken van de persvrijheid, het opkomen voor goede arbeidsvoorwaarden en tarieven en het bevorderen van basisvoorwaarden voor het bedrijven van zuivere journalistiek volgens de Code van Bordeaux  (onder andere waarheidsvinding, hoor en wederhoor, redelijkheid en balans). Deze doelen worden nagestreefd door onder meer het deelnemen aan overleg over collectieve arbeidsovereenkomsten (cao's), redacties bijstaan bij het opstellen van onafhankelijke redactiestatuten, het verlenen van juridische bijstand aan leden en het uitgeven van perskaarten.

## Geschiedenis
In 1884 werd de Nederlandse Journalisten Kring (NJK) opgericht door A.G.C. van Duyl senior, toenmalig hoofdredacteur van het Algemeen Handelsblad, die ook de eerste voorzitter was. Hoewel de NJK in eerste aanleg tot doel had om de solidariteit onder journalisten te vergroten, probeerde de vereniging ook al te fungeren als discussieplatform. Dat was ook nodig, omdat het een enerverende periode was. De samenleving veranderde in sneltreinvaart door de industrialisatie en burgers kregen steeds meer rechten.
Voor journalisten betekende de uitbreiding van rechten een grotere vrijheid en in ieder geval een andere invulling van het vak. Ze hadden nu meer mogelijkheden, maar ook meer taken. Toch was 'de journalist uit de Hollandse polder' toentertijd een schoothondje vergeleken met zijn collega's in het buitenland, zoals de Muckrakers in de VS en Engeland, die het de gevestigde orde knap lastig konden maken met hun moral crusading.
Bovendien waren zowel de Amerikaanse als de Engelse pers al geruime tijd goed georganiseerd in vakverenigingen, zoals de fameuze Engelse National Association of Journalists (NAJ), eveneens opgericht in 1884, sinds 1890 genaamd Chartered Institute of Journalists (CIoJ). Journalistiek Nederland kon in dat opzicht niet achterblijven. Later kwamen er in het verzuilde Nederland nog een rooms-katholieke en een protestantse journalistenvereniging bij, de KNJK en de Protestants-Christelijke Journalisten Kring (PCJV).
De katholieke vereniging had in 1902 veertien leden, tegenover de NJK 250 leden. Ook de later opgerichte protestantse journalistenvereniging kon wat ledenaantal betreft nooit opboksen tegen de gevestigde NJK. De NJK, KNJK en PCJK werkten vanaf 1949 samen in de Federatie van Nederlandse Journalisten (FNJ), die in 1968, toen de ontzuiling doorzette, opgingen in de NVJ.
In 1984 was het lidmaatschap van de NVJ reden voor de Evangelische Omroep om presentatrice Marjan Moolenaar af te wijzen bij haar eerste sollicitatie.

## Auteursrecht
De NVJ maakte eind jaren 1990 een begin met het beschermen van de digitale auteursrechten van Nederlandse journalisten. De bond voerde met succes processen tegen het Nederlands Bibliotheek en Lektuur Centrum NBLC, dat zonder toestemming van de auteursrechthebbenden een cd-rom met recensies uit kranten uitgaf, de zogenaamde Literom. Ook startte de bond een proces tegen de Volkskrant, vanwege herpublicatie van freelancestukken op cd's met alle teksten uit de Volkskrant. Deze zaak raakte bekend onder de naam Heg, Stam en Mulder (Jan Mulder van CaMu). De Volkskrant verzette zich tot het uiterste tegen een vergoeding, maar werd uiteindelijk veroordeeld tot het betalen van een schadevergoeding.
Voor journalisten in vaste dienst bedong de bond een promillage als vergoeding voor digitaal hergebruik van hun werk. (Aangezien het auteursrecht van werk gemaakt in loondienst bij de werkgever ligt, was een vergoeding daarvoor juridisch niet afdwingbaar).
De NVJ sloot zich in 2010 aan bij Platform Makers, het samenwerkingsverband van alle grote Nederlandse vakbonden en beroepsorganisaties voor auteurs en uitvoerend kunstenaars. Het Platform lobbyde de eerste jaren met name voor invoering van een Nederlands auteurscontractenrecht, een wettelijke bescherming tegen wurgcontracten. Dit werd in juli 2015 ingevoerd in de Nederlandse Auteurswet.

## Actuele situatie
De NVJ is een beroepsvereniging en vakbond voor mediaprofessionals die werkzaam zijn in dienstverband of als zzp'er (zelfstandige zonder personeel) bij dagbladen, omroepen, tijdschriften, lokale media en websites. Zij steunt in die hoedanigheid journalisten door het verstrekken van perskaarten, sluit collectieve arbeidsovereenkomsten af, geeft suggesties voor tarieven voor freelancers (collectief tariefadvies is volgens de Nederlandse Mededingingsautoriteit (NMa) verboden), helpt journalisten in rampgebieden en komt op voor zowel redacties als individuele leden.
Het secretariaat bestaat anno 2021 uit algemeen secretaris Thomas Bruning (sinds 2005), en verder Rosa García López (secretaris Freelance en NVF), Wais Shirbaz (secretaris Tijdschriften en secretaris Omroep), Jochem Dijckmeester (secretaris Dagblad en onderhandelaar Pensioenen), Milen van Boldrik (belangenbehartiger). Zakelijk leider van NVJ en Villamedia is Abe Mijdam. Voorzitter van het bestuur is mr Folkert Jensma, vm. hoofdredacteur van NRC-Handelsblad.

## Ledentallen
| Jaar | Aantal leden | Opmerkingen |
| ---- | ------------ | --- |
| 1997 | 7705         | |
| 1998 | 8140         | |
| 1999 | 8634         | |
| 2000 | 9025         | |
| 2001 | 9209         | Stijging aantal leden door onder meer ledenwerfactie in 2000                                                    |
| 2002 | 9530         | |
| 2003 | 9285         | |
| 2004 | 8998         | |
| 2005 | 8675         | |
| 2006 | 8480         | |
| 2007 | 8183         | Verlies leden door o.a. zuivering wanbetalers, krimp journalistieke arbeidsmarkt en reorganisatie mediasectoren |
| 2008 | 8243         | |
| 2009 | 8313         | |
| 2010 | 8184         | |
| 2011 | 7944         | |
| 2012 | 7651         | |
| 2013 | 7398         | |
| 2020 | 7904         | |
| 2021 | 8320         | |
| 2022 | 7886         | |

## Tijdschrift
De NVJ kent een eigen tijdschrift: Villamedia Magazine, voorheen De Journalist. De eerste uitgave verscheen in augustus 1896 als het Maandelijkse Mededeelingenblad van den Nederlandsche Journalisten Kring. Begin twintigste eeuw veranderde de titel een aantal keren, waarna het blad in 1950 de titel De Journalist kreeg en vanaf augustus 2009 de titel Villamedia Magazine.

## Internationale verbanden
NVJ is lid van de International Freedom of Expression Exchange (Internationale Vrijheid van Meningsuiting-uitwisseling), een virtueel netwerk van niet-gouvernementele organisaties dat wereldwijd het recht op vrije meningsuiting bewaakt en campagnes voert om journalisten, schrijvers en anderen te verdedigen, die worden vervolgd voor het uitoefenen van hun recht op vrije meningsuiting.
De NVJ is aangesloten bij de European Federation of Journalists (EFJ) en de International Federation of Journalists (IFJ).

## Trivia
- De Nederlandse Vereniging van Journalisten moet niet verward worden met de Nederlandse Vereniging van Vrije Journalisten, een organisatie waarin zich een aantal "alternatieve" media hebben verzameld die zich kritisch opstellen tegenover datgene wat zij als "gevestigde"  of "mainstreammedia" zien.[8] Tot de deelnemers behoren De Andere Krant en Gezond Verstand.